# Campionati del mondo di ciclocross - Gara femminile Junior
La gara femminile Junior è una delle prove disputate durante i campionati del mondo di ciclocross. Riservata ad atlete di età compresa tra 17 e 18 anni, si è tenuta per la prima volta nel 2020.

## Albo d'oro
Aggiornato all'edizione 2024.
| Anno | Vincitrice                            | Seconda                               | Terza                                 |
| ---- | ------------------------------------- | ------------------------------------- | ------------------------------------- |
| 2020 | Shirin van Anrooij                    | Puck Pieterse                         | Madigan Munro                         |
| 2021 | annullata per la Pandemia di COVID-19 | annullata per la Pandemia di COVID-19 | annullata per la Pandemia di COVID-19 |
| 2022 | Zoe Bäckstedt                         | Leonie Bentveld                       | Lauren Molengraaf                     |
| 2023 | Isabella Holmgren                     | Ava Holmgren                          | Célia Gery                            |
| 2024 | Célia Gery                            | Cat Ferguson                          | Viktória Chladonová                   |

## Medagliere
| Pos.   | Nazione       | Oro | Argento | Bronzo | Totale |
| ------ | ------------- | --- | ------- | ------ | ------ |
| 1      | Paesi Bassi   | 1   | 2       | 1      | 4      |
| 2      | Canada        | 1   | 1       | 0      | 2      |
| 2      | Gran Bretagna | 1   | 1       | 0      | 2      |
| 4      | Francia       | 1   | 0       | 1      | 2      |
| 5      | Slovacchia    | 0   | 0       | 1      | 1      |
| 5      | Stati Uniti   | 0   | 0       | 1      | 1      |
| Totale | Totale        | 4   | 4       | 4      | 12     |